# Сливро
Сливро (англ. Slieverue; ирл. Sliabh Rua, «красная гора») — деревня в Ирландии, находится в графстве Килкенни (провинция Ленстер).

## Демография
Население — 484 человека (по переписи 2006 года). В 2002 году население составляло 461 человек.
Данные переписи 2006 года:
| Общие демографические показатели |               |                               |                               |      |      |
| Всё население                    | Всё население | Изменения населения 2002—2006 | Изменения населения 2002—2006 | 2006 | 2006 |
| 2002                             | 2006          | чел.                          | %                             | муж. | жен. |
| 461                              | 484           | 23                            | 5                             | 222  | 262  |